# سیواتس
سیواتس (به صربی: Sivac) یک منطقهٔ مسکونی در صربستان است که در استان خودمختار وویوودینا واقع شده‌است. سیواتس ۱۵۳٫۱۵ کیلومتر مربع مساحت و ۷٬۸۹۵ نفر جمعیت دارد و ۱۰۳ متر بالاتر از سطح دریا واقع شده‌است.